# Diez
Diez er en by i kreisen Rhein-Lahn i Rheinland-Pfalz. Byen ligger ved floden Lahn.
Diez grænser op til nabobyen Limburg an der Lahn. Mellem Diez og Limburg går den grænse, der skiller delstaterne Hessen og Rheinland-Pfalz. Denne grænse opstod efter 2. verdenskrig, da Diez blev tildelt den franske besættelseszone og Limburg kom til den amerikanske zone. Fra 1815 hørte begge byer til hertugdømmet Nassau-Diez.
Diez har omkring 11.000 indbyggere. Diez er hovedby i kommuneforbundet af samme navn. I Diez munder den lille flod Aar ud i floden Lahn.

## Slottet Oranienstein
Én af seværdighederne i Diez er slottet Oranienstein, som er stamsæde for slægten Nassau-Oranien, som den hollandske dronning Beatrix stammer fra.